# La chiave
La chiave és una pel·lícula eròtica italiana de 1983 dirigida per Tinto Brass. Ambientada en la Venècia del règim feixista en els primers mesos de 1940, conta la història d'una voluptuosa dona d'uns 40 anys que no pot respondre al seu marit però sofreix un tardà despertar sexual amb el promès de la seva filla, la qual cosa li permet complaure al seu espòs. La pel·lícula va causar escàndol en alguns sectors perquè conté diverses preses explícites de nuesa i escenes de sexe que involucren a la coneguda actriu Stefania Sandrelli. No obstant això, la cinta finalment va obtenir un nivell decent d'èxit comercial.

## Sinopsi
Desesperat després de vint anys de matrimoni per la seva incapacitat per a despertar a la seva bella però inhibida esposa Teresa, el mestre d'art retirat Nino Rolfe registra el seu amor per ella i la seva frustració en un diari que ell guarda en el seu escriptori, deixant la clau perquè ella el trobi. Quan ella es desmaia després d'una festa, ell la nua i el promès de la seva filla, Laszlo, li administra una injecció. Laszlo, que subreptíciament l'acariciava, també s'omple de desig per Teresa i comença una ardent aventura amb ella.

## Repartiment

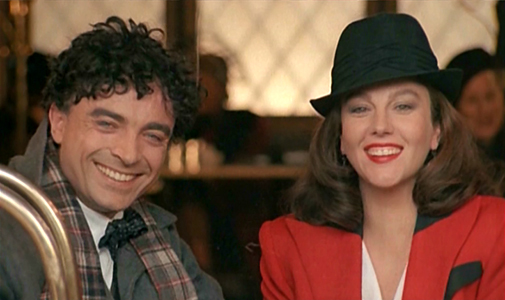
Laszlo i Teresa (Franco Branciaroli i Stefania Sandrelli) en un fotograma de la pel·lícula.

- Stefania Sandrelli: Teresa Rolfe
- Frank Finlay: Nino Rolfe
- Barbara Cupisti: Lisa Rolfe
- Franco Branciaroli: Laszlo Apony
- Ricky Tognazzi: estudiant
- Ugo Tognazzi: borratxo

## Producció
La chiave es basa en la novel·la Kagi de Tanizaki Junichiro.El llibre havia estat prèviament adaptat al cinema per Kon Ichikawa a Kagi. La pel·lícula de Brass trasllada la història a l'època de Mussolini i canvia l'escenari a Venècia.
Fou rebutjada la seva presència a la 40a Mostra Internacional de Cinema de Venècia al·legant "escasa qualitat", però sí fou exhibida al Festival Internacional de Cinema de Sant Sebastià 1983, i fins i tot fou segrestada per un tribunal italià.

## Recepció
A partir d'una revisió contemporània, el Monthly Film Bulletin va trobar que "Malgrat els seus valors de producció sòlids, La chiave té un enfocament tranquil·litzador del seu material" i que la pel·lícula "és molt més ús creatiu del gènere que molts més intents comercials "respectables".
En una revisió retrospectiva, Sight & Sound va afirmar que "Brass no es disculpa per subratllar una preferència personal (comuna a la pornografia de la qual gaudeix la seva generació) per exhibicions freqüents de mitges i tirants, pèls púbics lleugers i tot el posterior femení" tot afirmant que "visualment la pel·lícula fa jocs gratificants amb reflexos i colors. Però l'ambient polític es transmet dèbilment en comparació amb El conformista (1970) de Bertolucci, amb la qual La chiave comparteix la seva època, Sandrelli i el productor Giovanni Bertolucci."